# Menocucho
El centro poblado de Menocucho (Capital de la Fresa), es uno de los seis centros poblados del distrito de Laredo, provincia de Trujillo, Región La Libertad, Perú. 
Se ubica en el kilómetro 26 de la carretera que va hacia la sierra de La Libertad, a 40 minutos de Trujillo.

## Historia
- Las primeras paredes que se le conocen, datan de a finales del siglo XIX, inicialmente se hace referencia a una hacienda, la hacienda Menocucho.

- En julio de 1906, el presidente de la república del Perú (Jose Pardo) inaugura el tramo ferroviario Laredo - Quirihuac - Menocucho, la línea del ferrocarril fue abandonada progresivamente en el año 1966.

- En 1916, el escritor y poeta peruano Cesar Vallejo con ocasión de un viaje a su pueblo natal (Santiago De Chuco) se hospeda en la hacienda menocucho, mientras por varios días debía esperar las cabalgaduras que lo conducirían al hogar de sus padres para pasar sus vacaciones, es en la hacienda Menocucho donde escribe “Los arrieros”, poema de su libro poemario Los Heraldos Negros.

“Los Arrieros”

Arriero, vas fabulosamente vidriado de sudor.
 La hacienda Menocucho
 cobra mil sinsabores diarios por la vida.
 Las doce. Vamos a la cintura del día.
 El sol que duele mucho.

Arriero, con tu poncho colorado te alejas,
  saboreando el romance peruano de tu coca.
  Y yo desde una hamaca,
  desde un siglo de duda,
  cavilo tu horizonte y atisbo, lamentado
  por zancudos y por el estribillo gentil
  y enfermo de una “paca-paca”.
  Al fin tú llegarás donde debes llegar,
  arriero, que, detrás de tu burro santurrón,
  te vas…
  te vas…

 Feliz de ti, en este calor en que se encabritan
 todas las ansias y todos los motivos;
 cuando el espíritu que anima el cuerpo apenas,
 va sin coca, y no atina a cabestrar
 su bruto hacia los Andes
 occidentales de la Eternidad.

- El 24 de enero de 1994 Menocucho oficialmente fue creado como Centro poblado mediante resolución Municipal N° 17- 94 – MDL.

- El 15 de octubre de 2015 el Gobierno Regional de La Libertad declara al Centro Poblado de Menocucho como Capital de la Fresa.

## Población
- Cuenta con una población de 15 000 habitantes.

## Geografía

### Ubicación Geográficamente
- El centro poblado de Menocucho geográficamente se ubica al este de la ciudad de Trujillo a una altitud de 335 m s. n. m..

- En el siguiente cuadro se presenta la ubicación geográfica con respecto a los distritos, ciudades y caserios que componen Menocucho.

|                                            | Norte: Sausal (Chicama) |                             |
| Oeste: Trujillo Distrito de Laredo         |                         | Este: Distrito de Simbal    |
| Suroeste: Laguna Conache Distrito de Moche | Sur: Jesus y Maria      | Sureste: Distrito de Poroto |

### Hidrografía
Menocucho cuenta con el Río Moche que pasa por la parte sur del centro poblado; sus aguas fueron utilizadas desde épocas antiguas por los chimus y mochicas  que habitaron la zona, en la actualidad el agua es utilizada por los pobladores para sus campos de cultivo. El río desemboca en el Océano Pacífico justo en los límites entre los distritos de Moche y Víctor Larco Herrera.

### Clima
Presenta un clima semicálido con estaciones anuales bien definidas y con lluvias deficientes, con temperaturas media anual de 20 °C, en invierno de 11 °C y en verano de 30 °C.

## Ecología

### Flora
Destaca el cultivo de verduras y frutas como.
- Fresas
- Lechuga

- Guanabana
- Mango
- Pacay
- Maracuyá
- Palta
- apio
- pepinillo
- cebolla china

### Fauna
Se caracteriza por la crianza de ganado porcino, vacuno y una variada fauna silvestre.

## División administrativa

### Caseríos
- Se ubican 4 caseríos.

1. Cerro San Borja
2. Santa Rosa.
3. Jesús Maria.
4. Ciudad de Dios.

## Festividades
- Feria Regional de la Fresa, evento considerado como uno de los más importantes de La Libertad por los productos que se expone cada año y la masiva concurrencia de visitantes que llegan a Menocucho, lugar para disfrutar de la deliciosa fruta como también de sus actividades, cuya celebración se desarrolla entre la última semana del mes de octubre y la primera semana del mes de noviembre de cada año.
- Fiesta patronal de Menocucho.

## Monumentos y lugares de interés

### Zonas arqueológicas
- En las épocas pre-incas, sus caserios fueron ocupadas por poblaciones que han dejado testimonios arqueológicos, como geoglifos y pirámides, como el complejo arqueológico Menocucho ubicado en el caserío de Jesús Maria.

## Deportes
- Club Atlántida Menocucho.

## Vías de comunicación
- Actualmente, la vía más común para llegar a Menocucho es la carretera de penetración a la sierra de La Libertad, desde Trujillo a su paso por Laredo - Cerro blanco - Quirihuac - Bello Horizonte - Santa Rosa - Menocucho.